# Digitaria fragilis
Digitaria fragilis là một loài thực vật có hoa trong họ Hòa thảo. Loài này được (Steud.) Luces mô tả khoa học đầu tiên năm 1942.